# Vanilla seranica
Vanilla seranica ist eine Pflanzenart aus der Gattung Vanille (Vanilla) in der Familie der Orchideen (Orchidaceae). Sie wächst als Kletterpflanze auf Seram.

## Beschreibung
Vanilla seranica ist eine immergrüne Kletterpflanze. Die Blätter sind länglich oval, vorne spitz ausgezogen; der Blattstiel misst knapp einen Zentimeter, das Blatt ist 20 bis 21 Zentimeter lang und fünf bis 5,5 Zentimeter breit.
Der traubige Blütenstand ist bis zu zehn Zentimeter lang und trägt zahlreiche duftende, weiße Blüten. Die Tragblätter sind konkav, stumpf und 0,3 bis 0,5 Zentimeter lang. Die Blütenblätter sind länglich-oval, sie werden etwa vier Zentimeter lang und 0,9 bis 1,4 Zentimeter breit. Die Lippe ist dreilappig, die Seiten sind nach oben geschlagen und bis zur Hälfte mit der Säule zu einer Röhre verwachsen, der vordere Rand der Lippe ist nach unten geschlagen, gewellt und gefältelt. Auf der Lippe verlaufen etliche schmale Kiele. Die Säule ist 2,4 Zentimeter lang und auf der Unterseite mit gefransten Lamellen versehen.

## Verbreitung
Vanilla seranica kommt endemisch im Westen und Nordwesten Serams vor. Sie wächst in Wäldern bis in Höhenlagen von 1000 Meter.

## Systematik und botanische Geschichte
Diese Orchidee wurde 1928 von Johannes Jacobus Smith anhand zweier 1918 von L. Rutten gesammelter Exemplare beschrieben. Der Name seranica verweist auf die Insel Seram, auch „Seran“ geschrieben, als Fundort.
Laut Portères ähnelt sie den auf Borneo vorkommenden Arten Vanilla abundiflora und Vanilla borneensis. Soto Arenas und Cribb erwähnen Vanilla abundiflora als verwandte Art sowie weitere Arten um Vanilla kinabaluensis. Innerhalb der Gattung Vanilla wird Vanilla seranica in die Untergattung Xanata und dort in die Sektion Tethya, die alle Arten der Paläotropis enthält, eingeordnet.